# GSC1870-884
GSC1870-884 — хімічно пекулярна зоря спектрального класу B9, що має видиму зоряну величину в смузі V приблизно 11,8.